# Jakub Schenk
Jakub Maciej Schenk (Tarnów, 29 luglio 1994) è un cestista polacco.

## Carriera
Con la Polonia ha disputato i Campionati europei del 2022.

## Palmarès
- Campionato polacco: 1

Trefl Sopot: 2023-2024
- Coppa di Polonia: 1

Rosa Radom: 2016